# Leptosia alcesta
Leptosia alcesta is een vlindersoort uit de familie van de Pieridae (witjes), onderfamilie Pierinae.
Leptosia alcesta werd in 1782 beschreven door Stoll.